# نيد بروكس (لاعب كرة قدم)
نيد بروكس (بالإنجليزية: Ed Brookes)‏ هو لاعب كرة قدم أيرلندي، ولد في 14 أغسطس 1881 في دبلن في جمهورية أيرلندا، وتوفي في 1958. شارك مع منتخب أيرلندا لكرة القدم ومنتخب جمهورية أيرلندا لكرة القدم. أما مع النوادي، فقد لعب مع ستوكبورت كونتي ونادي بوهيميان ونادي شيلبورن.